# کارتج (ایلینوی)
کارتج، ایلینوی (به انگلیسی: Carthage, Illinois) یک شهر در ایالات متحده آمریکا با جمعیت ۲٬۶۰۵ نفر است که در ایلی‌نوی واقع شده‌است.

## موقعیت جغرافیایی
موقعیت جغرافیایی شهرها و مناطق اطراف به شرح زیر است: